# Charlotte de Savoia
Charlotte de Savoia (11 noiembrie 1441 – 1 decembrie 1483) a fost a doua soție a regelui Ludovic al XI-lea al Franței. Trei din cei opt copii pe care i-a avut au supraviețuit. Unul dintre aceșia a fost viitorul rege al Franței, Carol al VIII-lea iar fiica cea mare a fost regentă.

## Biografie
A fost fiica Ducelui Louis de Savoia și al Annei a Ciprului. Bunicii materni au fost Janus al Ciprului și Charlotte de Bourbon-La Marche. Bunica maternă, după care a fost probabil numită, a fost fiica contelui Jean I, Conte de La Marche și a Caterinei de Vendôme. Charlotte a fost una dintre cei 19 copii, din care au supraviețut copilăriei 14.
La 11 martie 1443, când Charlotte avea doar un an, a fost logodită cu Frederick de Saxonia (28 august 1439 - 23 decembrie 1451), fiul cel mare al Electorului Frederic al II-lea al Saxoniei. Din motive necunoscute, logodna a fost anulată. Opt ani mai târziu, la 14 februarie 1451, Charlotte s-a căsătorit cu Ludovic, Delfin al Franței (viitorul rege Ludovic al XI-lea), fiul cel mare al regelui Carol al VII-lea al Franței și al Mariei de Anjou. Mireasa avea nouă ani iar mirele douăzeci și șapte. Căsătoria, care a avut loc fără consimțământul regelui, era a doua pentru  Ludovic; prima lui soție, Margaret a Scoției, murise la nașterea copilului lor în 1445. După căsătorie, Charlotte a devenit Delfină a Franței.
S-a spus că Ludovic a neglijat-o. Când vestea succesiunii sale asupra tonului Franței a ajuns la urechile cuplului, care se afla la curtea burgundă, imediat Ludovic și-a abandonat soția în Burgundia pentru a-și asigura moștenirea, lăsând-o pe Charlotte dependentă de  Isabella de Bourbon să-i împrumute trăsurile necesare pentru a călători în Franța să i se alăture.
La 22 iulie 1461, Charlotte a devenit regină a Franței. Anul următor, ea s-a îmbolnăvit grav și a fost aproape să moară în august 1462. Deși s-a recuperat, sănătatea ei s-a șubrezit.
Ludovic al XI-lea nu a ținut să aibă o viață la curte. Regina Charlotte s-a retras la castelul Amboise unde își petrecea zilele cu surorile și curtenii ei și supraveghea educația fiicelor ei (fiul ei a fost educat de rege), juca șah, brod și își îndeplinea îndatoririle sale religioase. În cazuri rare ea a fost rugată să-și îndeplinească sarcinile ceremoniale ca regină, cum ar fi salutul oaspeților străini, de exemplu, în 1470, când regele l-a dus pe puternicul conte de Warwick si Ducele de Clarence din Anglia la Amboise să o viziteze. Charlotte a fost interesată de literatură si era apreciată pentru gustul si excelenta sa bibliotecă personală. Ea a lăsat o colecție de aproximativ o sută de manuscrise, colecție care a devenit începutul Bibliotecii Naționale a Franței.
Charlotte a fost privită ca virtuoasă. Un contemporan a remarcat faptul că "în timp ce ea era o excelentă prințesă din alte puncte de vedere ea nu a fost o persoană care să provoace o mare bucurie unui bărbat". Cu toate acestea, după nașterea ultimului ei copil în 1472, Ludovic a jurat că nu-i va mai fi necredincios, și, conform cronicarului Phillip de Commynes, el s-a ținut de jurământ.
Charlotte a servit ca regentă în septembrie 1465.

### Copii
Charlotte a devenit mama a opt copii, dintre acre numai trei au supraviețuit copilăriei. Aceștia au fost Carol al VIII-lea, care a devenit rege al Franței, Anne, care a servit ca regentă a Franței pentru Carol, și Joan, care a devenit regină a Franței ca soție a lui Ludovic al XII-lea. 
- Louis (1458–1460)
- Joachim (1459)
- Louise (1460)
- Anne (3 aprilie 1461 – 14 noiembrie 1522), Ducesă de Bourbon, vicontesă de Thouars (1468–1473), regentă a Franței (1483–1491); s-a căsătorit cu Peter II, Duce de Bourbon, cu care a avut o fiică, Suzanne, Ducesă de Bourbon.
- Joan (23 aprilie 1464 – 4 februarie 1505), acre a fost regină a Franței pentru o scurtă perioadă de timp ca prima soție a lui  Ludovic al XII-lea
- Francis (1466)
- Carol al VIII-lea (30 iunie 1470 – 7 aprilie 1498), care s-a căsătorit cu Anne de Bretania; el a murit fără moștenitori.
- Francis (1472–1473)

După decesul fiicei ei, Anne, linia Charlottei s-a stins; nepoata ei, Suzanne a murit în 1521 fără copii în viață.